# Jordan Peele
Jordan Haworth Peele (New York, 1979. február 21. –) amerikai színész, komikus, filmrendező, Oscar-díjas forgatókönyvíró és producer. Művei közt főként filmvígjátékok és horrorfilmek találhatóak.
Peele az áttörést hozó szerepét 2003-ban kapta meg, amikor felvették a Fox szkeccsvígjáték-sorozatába, a Mad TV-be, ahol öt évadot töltött, majd 2008-ban távozott a sorozatból. A következő években gyakori Mad TV-s kollégájával, Keegan-Michael Keyyel közösen létrehozták és főszereplők lettek a Comedy Central saját szkeccskomédia-sorozatban, a Key & Peele-ben (2012-2015). 2014-ben együtt szerepeltek FBI-ügynökökként az FX Fargo című antológiasorozatának első évadában.
2017-ben Peele felkerült a Time 100 éves listájára, amely a világ legbefolyásosabb embereit tartalmazza.

## Élete
Jordan Haworth Peele 1979. február 21-én született New Yorkban. Édesanyja, Lucinda Williams, aki fehérbőrű, Marylandből származik. Apja, Hayward Peele Jr. fekete volt, és eredetileg Észak-Karolinából származott. Egyedülálló édesanyja nevelte fel a manhattani Upper West Side-on. A manhattani Computer Schoolba járt, 1997-ben a manhattani Upper West Side-on lévő The Calhoun Schoolban végzett, majd a Sarah Lawrence College-ban folytatta tanulmányait. Két év után Peele otthagyta az iskolát.

## Magánélete
Édesanyja, Lucinda Williams révén Peele a gyarmatosító Woodhull család leszármazottja, amelynek prominens tagjai közé tartozik Nathaniel Woodhull dandártábornok és Abraham Woodhull, a Culper Ring kémje (utóbbi az ő első unokatestvére, nyolcszorosan távoli).
Peele 2013-ban kezdett el randizni Chelsea Perettivel. 2015 novemberében jegyezték el egymást, Peretti pedig 2016 áprilisában jelentette be, hogy Peele-lel együtt elszöktek. Van egy Beaumont nevű fiuk (2017. július 1-jén született).

## Filmográfia

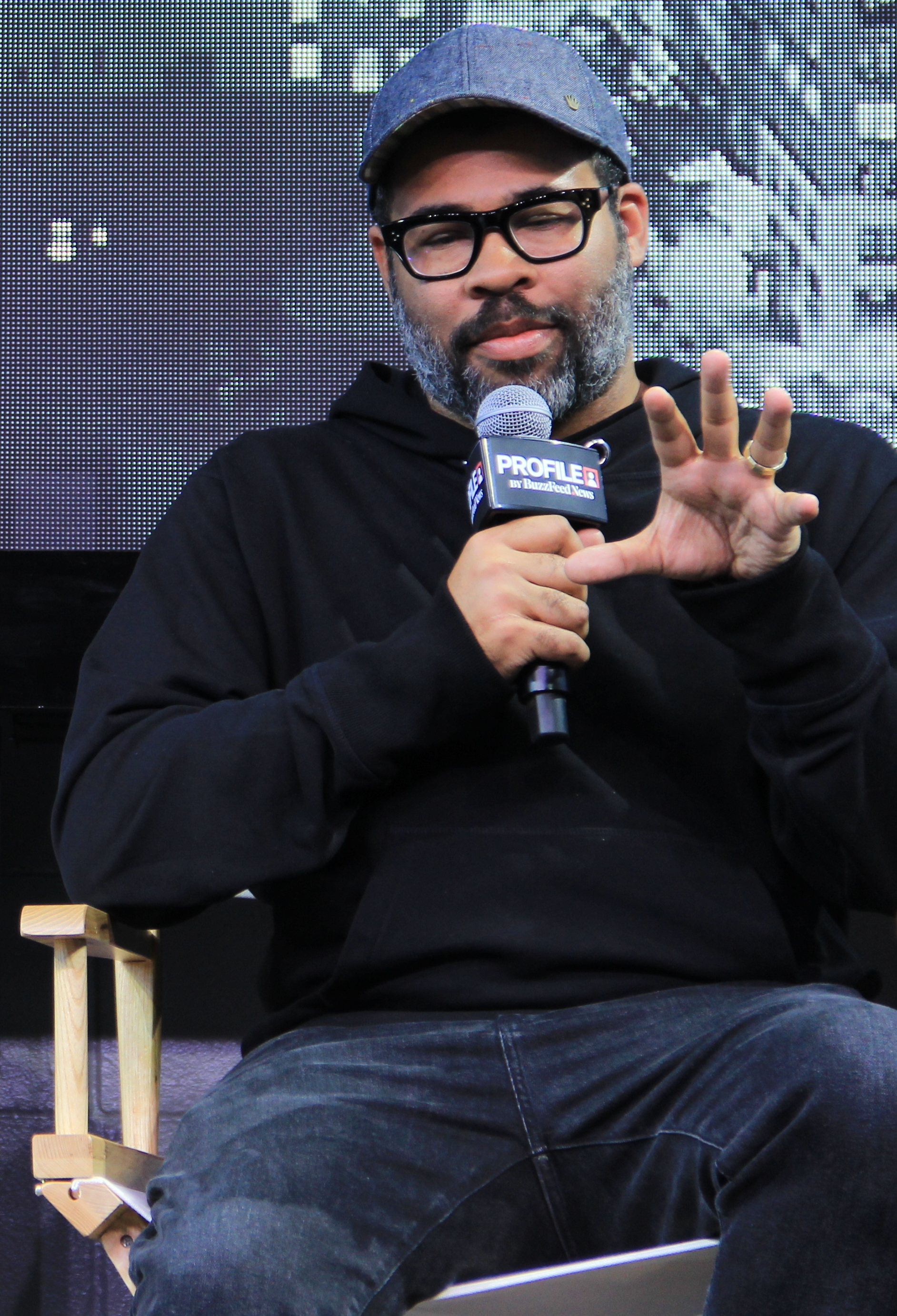
2019-ben

Filmrendező, forgatókönyvíró és producer
| Év   | Magyar cím                  | Eredeti cím      | Rendező | Író  | Producer | forgalmazó            |
| ---- | --------------------------- | ---------------- | ------- | ---- | -------- | --------------------- |
| 2016 | Keanu: Macskaland           | Keanu            | Nem     | Igen | Igen     | Warner Bros. Pictures |
| 2017 | Tűnj el!                    | Get Out          | Igen    | Igen | Igen     | Universal Pictures    |
| 2018 | Csuklyások – BlacKkKlansman | BlacKkKlansman   | Nem     | Nem  | Igen     | Focus Features        |
| 2019 | Mi                          | Us               | Igen    | Igen | Igen     | Universal Pictures    |
| 2021 | Kampókéz                    | Candyman         | Nem     | Igen | Igen     | Universal Pictures    |
| 2022 | Nem                         | Nope             | Igen    | Igen | Igen     | Universal Pictures    |
| 2022 | Wendell és Wild             | Wendell and Wild | Nem     | Igen | Igen     | Netflix               |
| 2024 | A Majomember                | Monkey Man       | Nem     | Nem  | Igen     | Universal Pictures    |

Filmszínész
| Év   | Magyar cím                                    | Eredeti cím                              | Szerep                                      | Megjegyzés              |
| ---- | --------------------------------------------- | ---------------------------------------- | ------------------------------------------- | ----------------------- |
| 2008 |                                               | Boner Boyz!                              | D-Rock Peppers                              | rövidfilm               |
| 2010 |                                               | 3B                                       | Rob                                         | rövidfilm               |
| 2010 | Utódomra ütök                                 | Little Fockers                           | EMT                                         |                         |
| 2012 | Hippi-túra                                    | Wanderlust                               | Rodney                                      |                         |
| 2013 |                                               | The Sidekick                             | Sidecar Willy                               | rövidfilm               |
| 2016 | Keanu: Macskaland                             | Keanu                                    | Rell "Techtonic" és Olaj Drezda             |                         |
| 2016 | Gólyák                                        | Storks                                   | Béta farkas (hangja)                        |                         |
| 2017 | Tűnj el!                                      | Get Out                                  | Megsebesült szarvas, UNCF narrátor (hangja) | stáblistán nem szerepel |
| 2017 | Alsógatyás kapitány: Az első nagyon nagy film | Captain Underpants: The First Epic Movie | Melvin Sneedly (hangja)                     |                         |
| 2019 |                                               | Horror Noire: A History of Black Horror  | Önmaga                                      | dokumentumfilm          |
| 2019 | Mi                                            | Us                                       | Haldokló nyúl, Mókaház narrátor (hangja)    | stáblistán nem szerepel |
| 2019 | Toy Story 4.                                  | Toy Story 4                              | Nyuszi (hangja)                             |                         |
| 2022 |                                               | Abruptio                                 | Danny                                       |                         |
| 2022 | Wendell és Wild                               | Wendell and Wild                         | Wendell (hangja)                            |                         |

## Fordítás
- Ez a szócikk részben vagy egészben  a   Jordan Peele című angol Wikipédia-szócikk fordításán alapul.  Az eredeti cikk szerkesztőit annak laptörténete sorolja fel. Ez a jelzés csupán a megfogalmazás eredetét és a szerzői jogokat jelzi, nem szolgál a cikkben szereplő információk forrásmegjelöléseként.